# Berith
Berith – w tradycji okultystycznej dwudziesty ósmy duch Goecji. Znany jest również pod imionami Beryt, Beherith, Balberith, Betralh, Vetralh, Beal, Beale, Beall, Berithi, Bofr, Bofri, Bofrim, Bofry, Bolfri, Bolfrim i Bolfry. By go przywołać i podporządkować, potrzebna jest jego pieczęć, która według Goecji powinna być zrobiona z  miedzi oraz Dysk Salomona, który w tym przypadku powinien być zrobiony ze srebra, który musi znajdować się na środkowym palcu lewej ręki i bezustannie dotykać twarzy maga, by ochronić go przed ognistym oddechem demona.
Jest on potężnym, straszliwym i wielkim księciem piekła. Włada 26 legionami demonów. Jako upadły anioł jest odpowiedzialny za morderstwa i bluźnierstwa przeciw Bogu. Należał do grupy aniołów znanej jako Cheruby. Autor Petit Albert uważa go za chochlika. Był bóstwem Sychemitów. Niektórzy badacze utożsamiają go z Dianą, Ateną oraz z Berithem z Sanchoniaton.
Udziela prawdziwych odpowiedzi na pytania dotyczące  przeszłości, teraźniejszości i przyszłości. Posługuje się czystym i subtelnym głosem. Gdy nie odpowiada na pytania jest wielkim kłamcą i łgarzem. Przekształci każdy metal w złoto. Obdarza godnościami. Sprawia, że głos śpiewaka staje się jasny i czysty.
Demonolodzy z XVI wieku uważali, że jego moc największa jest w czerwcu. Chronić przed jego mocą ma modlitwa do św. Barnaby.
Jest przedstawiany jako młody żołnierz w czerwonym mundurze i ze złotą koroną na głowie, dosiadający czerwonego konia. Według niektórych demonologów posiada czerwoną skórę.